# 西苑乡
西苑乡是中国福建省莆田市仙游县下辖的一个乡，政府驻地西苑村。它位于仙游县西北方向，面积334平方千米，常住人口11061人（2010年）。其境内石谷解海拔1803米，是莆田境内最高峰。此外，当地还是莆田“母亲河”——木兰溪的发源地。景点有无尘塔、九座寺、十八股头等。

## 行政区划
西苑乡共辖16个行政村，分别是：
仙山村、仙东村、仙西村、半岭村、西苑村、前洋村、岭峰村、西墘村、广桥村、凤顶村、凤山村、前县村、前溪村、柳园村、顶东湖村和白岩村。